# Diabolik (2021)
Diabolik é um filme italiano de 2021 dirigido pelos Irmãos Manetti e estrelado por Luca Marinelli, Miriam Leone, e Valerio Mastandrea. É a segunda adaptação cinematográfica da série de quadrinhos homônima criada por Angela e Luciana Giussani em 1962, após Danger: Diabolik de 1968.

## Enredo
Mostra o primeiro encontro do titular ladrão com sua companheira e cúmplice Eva Kant, como ocorrido no terceiro volume da série original, L'arresto di Diabolik.

## Elenco
- Luca Marinelli - Diabolik
- Miriam Leone - Eva Kant
- Valerio Mastandrea - Inspetor Ginko
- Alessandro Roja - Caron
- Claudia Gerini - Senhora Morel
- Serena Rossi - Elisabeth

## Distribuição
Seu lançamento em salas italianas, antes programado para o dia 31 de dezembro de 2020, foi adiado para 16 de dezembro de 2021 devido a pandemia de COVID-19.

## Sequência
Em abril de 2021, meses antes da data de estreia do filme, a 01 Distribution anunciou planos para a produção de duas sequências, cujas filmagens teriam início em outubro do mesmo ano. A primeira sequência, intitulada Diabolik - Ginko all'attacco!, foi lançada nos cinemas em 17 de novembro de 2022, e o segundo, Diabolik - Chi sei?, será distribuído nos cinemas em 26 de outubro de 2023.